# هری مانفردینی
هری مانفردینی (انگلیسی: Harry Manfredini؛ زادهٔ ۲۵ اوت ۱۹۴۳) یک آهنگ‌ساز اهل ایالات متحده آمریکا است.

## فیلم‌شناسی
- آنسوی آینه (۱۹۷۶)
- جمعه سیزدهم (۱۹۸۰)
- کودکان (۱۹۸۰)
- خانه (۱۹۸۶)
- ارباب آرزوها (۱۹۹۷)